# Heideck
Heideck är en stad i Landkreis Roth i Regierungsbezirk Mittelfranken i förbundslandet Bayern i Tyskland.